# ジョナサン・コガン
ジョナサン・コガン（Jonathan Coggan、1983年10月13日 - ）は、イギリスの車いすラグビー選手。イングランドハートフォード出身。

## 略歴
2000年、車の衝突事故で負傷して翌2001年、車いすラグビーを始める。その後アテネパラオリンピックからリオデジャネイロパラオリンピックまで4大会でイギリス代表に選ばれる。
そして2021年、東京2020パラオリンピック競技大会イギリス代表に選ばれて金メダル獲得。